# Фещенко, Александр Владимирович (футболист)
Александр Владимирович Фещенко (23 июля 1971) — советский и российский футболист, защитник.

## Биография
Воспитанник ленинградской ДЮСШ «Звезда». В первенстве СССР и России выступал за команды низших лиг «Динамо» Ленинград/СПб (1989—1990, 2001), «Кировец» СПб (1991), «Смена-Сатурн» СПб (1992—1994), «Газовик-Газпром» Ижевск (1995—1998), «Лада-Симбирск» Димитровград (1999), «Волгарь-Газпром» Астрахань (2000), «Арсенал» Тула (2002), «Петротрест» СПб (2002—2003).
Провёл 210 матчей в первой лиге, 174 матча во второй лиге, 54 матча во второй низшей лиге.
Играл за любительские петербургские клубы «Торпедо-Питер» (2004), «Кукарача» (2004—2006, 2008), «Алые Паруса» (2007), «СТД „Петрович“» (2009—2011)